# Fler
Fler, pseudonimo di Patrick Losenský (Berlino, 3 aprile 1982), è un rapper tedesco.
Ha adottato anche lo pseudonimo di Frank White (il nome del protagonista del film King of New York). Dal 2003 al 2009 è stato contrattualmente legato all'etichetta Aggro Berlin.

## Biografia
Nato a Berlino, è cresciuto senza conoscere suo padre. A scuola ebbe problemi disciplinari a causa del suo comportamento, all'età di 15 anni venne ricoverato in psichiatria a causa di attacchi d'ansia, poi in una clinica privata e in seguito in un orfanotrofio. Nell'orfanotrofio ha iniziato un apprendistato come pittore e decoratore, che in seguito ha interrotto. Inizialmente si fece un nome in Berlino attraverso il Graffiti writing. Fu scoperto dal rapper Bushido, che lo fece collaborare inizialmente con dei featuring nel suo primo album da solista King of KingZ nel 2001 e poi al suo progetto Carlo, Cokxxx, Nutten, e successivamente anche su diverse tracce del suo album Vom Bordstein bis zur Skyline. Per Fler, che si descrive iperattivo, significava una carriera come rapper, una via d'uscita dalla criminalità e dalle difficoltà finanziarie. Nel mese di ottobre del 2003, è stato ingaggiato dall'etichetta discografica indipendente Aggro Berlin. Il suo primo singolo Aggroberlina ha debuttato alla 59ª posizione nella classifica dei singoli tedeschi.
Nel 2004 Bushido lasciò la label Aggro Berlin per fondarne una sua propria, la ersguterjunge. Ciò provocò dei dissidi fra i due rapper. A proposito di quanto è successo, ci sono stati diversi punti di vista da entrambi i lati, perciò non si sa cosa li ha portati ad interrompere realmente la loro amicizia. Nel gennaio del 2005, Fler rispondendo alla diss track Die Abrechnung di Eko Fresh, scritta contro di lui e diversi rapper, attirò molta attenzione nella scena del rap tedesco con la diss track Hollywoodtürke che prese di mira Eko Fresh, Bushido e la label Royal Bunker. Da tutti i lati è giunta risposta. La Royal Bunker ha risposto con il brano Wer? Fler? e Bushido con il brano FLERräter nel quale a sorpresa ci fu il featuring di Eko Fresh, nonostante fosse stato attaccato a sua volta nel brano Die Abrechnung. La risposta di Fler con il brano Du Opfer con il featuring di B-Tight non ha fatto aspettare a lungo i fans.
Il primo album da solista di Fler chiamato Neue Deutsche Welle è uscito il 1º maggio del 2005. Il primo singolo è stato "NDW 2005". Nell'agosto del 2005 la Corte di Berlino ha minacciato il rapper con due anni di carcere per danni penali. Ha dovuto pagare una somma di 5.000 € per graffitismo. Il secondo album da solista di Fler, Der Trendsetter, venne pubblicato nel 2006 . Il 25 gennaio del 2008 apparve il terzo album solista di Fler Fremd im eigenen Land. Fler ha detto in un'intervista in anticipo che con questo album si è concentrato specialmente sulla tecnica, sul flow e sui testi provocatori. Molti brani sono dei featuring con Godsilla, che poco dopo hanno creato insieme la RapCrew Südberlin Maskulin.
Poco prima dell'uscita del suo quarto album Fler, il rapper si separò dall'etichetta Aggro Berlin. L'album fu pubblicato comunque dalla Aggro Berlin il 27 marzo del 2009. Il 27 marzo del 2009, fu annunciato che Fler aveva parlato con Bushido e che le controversie personali erano state risolte. La conferma che non sia stato un fake la si ebbe quando nella loro pagina MySpace si vide che i due rapper si erano presentati come migliori amici. In seguito Fler annunciò indirettamente, che ci sarebbe stato un secondo album in collaborazione dei due rapper ovvero la continuazione di Carlo, Cokxxx, Nutten oltre ad aver firmato un contratto di autore con l'etichetta ersguterjunge e la Universal Music Publishing Germany. Tuttavia è ancora free agent.
L'11 settembre del 2009 uscì allora Carlo, Cokxxx, Nutten II che raggiunse il 3º posto della classifica degli album tedeschi. Finora uno degli album più venduti di Fler. Nel marzo del 2010 ha aperto un "Psalm-23-Shop" a Berlino, dove il rapper vende i propri capi d'abbigliamento. Il quinto album da solista di Fler intitolato  Flersguterjunge venne pubblicato dalla label indipendente ersguterjunge nel giugno del 2010. Il 22 ottobre 2010 uscì il Crew-Album Berlins Most Wanted. L'album raggiunse il 2º posto nella classifica degli album tedeschi. La formazione dei BMW oggi è formata solamente da Bushido, Fler e Kay One. Fler pubblicò il sesto album Airmax Muzik II attraverso la sua Label indipendente Maskulin nell'aprile del 2011 che si posizionò 6º nella classifica degli album tedeschi. I singoli estratti sono Nie an mich geglaubt che arrivò al 64º posto dei singoli tedeschi e Minutentakt posizionatosi al 60º posto. Il 2 novembre del 2012 è uscito l'ottavo album da solista Hinter blauen Augen. Il 19 aprile del 2013 è uscito il nono album da solista Blaues Blut.

## Discografia

### Album studio
| Anno | Titolo                | Classifica album | Classifica album | Classifica album | Nota             |
| Anno | Titolo                | GER              | AT               | CH               | Nota             |
| ---- | --------------------- | ---------------- | ---------------- | ---------------- | ---------------- |
| 2005 | Neue Deutsche Welle   | 5                | 28               | 68               | vendite: 90.000+ |
| 2006 | Trendsetter           | 4                | 21               | 44               | vendite: 60.000  |
| 2008 | Fremd im eigenen Land | 7                | 17               | 25               | vendite: 40.000  |
| 2009 | Fler                  | 10               | 14               | 36               |                  |
| 2010 | Flersguterjunge       | 4                | 8                | 12               | vendite: 35.000  |
| 2011 | Airmax Muzik II       | 6                | 7                | 9                | vendite: 30.000  |
| 2011 | Im Bus ganz hinten    | 3                | 9                | 7                | vendite: 23.200+ |
| 2012 | Hinter blauen Augen   | 3                | 10               | 11               |                  |
| 2013 | Blaues Blut           | 3                | 5                | -                |                  |

### Album in collaborazione
| Anno | Titolo                                      | Classifica album | Classifica album | Classifica album | Nota            |
| Anno | Titolo                                      | GER              | AT               | CH               | Nota            |
| ---- | ------------------------------------------- | ---------------- | ---------------- | ---------------- | --------------- |
| 2002 | Carlo, Cokxxx, Nutten (con Bushido)         | -                | -                | -                | vendite: 30.000 |
| 2008 | Südberlin Maskulin (con Godsilla)           | 22               | -                | 81               | vendite: 15.000 |
| 2009 | Carlo, Cokxxx, Nutten 2 (con Bushido)       | 3                | 5                | 9                | vendite: 60.000 |
| 2010 | Berlins Most Wanted (con Bushido & Kay One) | 2                | 3                | 3                | vendite: 60.000 |
| 2012 | Südberlin Maskulin 2 (con Silla)            | 6                | 11               | 7                |                 |

### Con Aggro Berlin
| Anno | Titolo                  | Classifica album | Classifica album | Classifica album | Nota                                   |
| Anno | Titolo                  | GER              | AT               | CH               | Nota                                   |
| ---- | ----------------------- | ---------------- | ---------------- | ---------------- | -------------------------------------- |
| 2002 | Aggro Ansage Nr. 1      | -                | -                | -                |                                        |
| 2002 | Aggro Ansage Nr. 2      | -                | -                | -                |                                        |
| 2003 | Aggro Ansage Nr. 3      | -                | -                | -                | censurato dalla BPjM vendite: 60.000   |
| 2004 | Aggro Ansage Nr. 4      | 7                | -                | -                | censurato dalla BPjM vendite: 100.000+ |
| 2005 | Aggro Ansage Nr. 5      | 9                | 27               | -                | censurato dalla BPjM vendite: 100.000+ |
| 2008 | Aggro Anti Ansage Nr. 8 | 25               | 20               | -                |                                        |

### Mixtape
| Anno | Titolo                                             | Classifica album | Classifica album | Classifica album | Nota                                 |
| Anno | Titolo                                             | GER              | AT               | CH               | Nota                                 |
| ---- | -------------------------------------------------- | ---------------- | ---------------- | ---------------- | ------------------------------------ |
| 2003 | New Kidz on the Block (con Bushido)                | -                | -                | -                |                                      |
| 2006 | F.L.E.R. 90210                                     | 19               | -                | -                | censurato dalla BPjM vendite: 35.000 |
| 2007 | Airmax Muzik                                       | 13               | 37               | -                | censurato dalla BPjM vendite: 25.000 |
| 2007 | Wir nehmen auch €uro                               | -                | -                | -                |                                      |
| 2011 | Maskulin Mixtape Vol.1 (con Silla e G-Hot)         | -                | -                | -                |                                      |
| 2012 | Maskulin Mixtape Vol.2 (con Silla, G-Hot e Nicone) | -                | -                | -                |                                      |

### Singoli
| Anno | Titolo                                   | Classifica singoli | Classifica singoli | Classifica singoli | Album, featuring e nota                                                   |
| Anno | Titolo                                   | GER                | AT                 | CH                 | Album, featuring e nota                                                   |
| ---- | ---------------------------------------- | ------------------ | ------------------ | ------------------ | ------------------------------------------------------------------------- |
| 2004 | Aggroberlina                             | 59                 | -                  | -                  | singolo senza album                                                       |
| 2005 | NDW 2005                                 | 9                  | 19                 | -                  | album: Neue Deutsche Welle                                                |
| 2005 | Nach eigenen Regeln                      | 22                 | 40                 | -                  | album: Neue Deutsche Welle (feat. G-Hot)                                  |
| 2006 | Papa ist zurück                          | 23                 | 32                 | -                  | album: Trendsetter                                                        |
| 2006 | Çüs Junge                                | 50                 | 75                 | -                  | album: Trendsetter (feat. Muhabbet)                                       |
| 2008 | Deutscha Bad Boy                         | 16                 | 68                 | -                  | album: Fremd im eigenen Land                                              |
| 2008 | Warum bist du so?                        | 61                 | -                  | -                  | album: Fremd im eigenen Land                                              |
| 2008 | Ich bin ein Rapper                       | -                  | -                  | -                  | album: Südberlin Maskulin (con Godsilla) singolo solo in formato digitale |
| 2009 | Check mich aus                           | 74                 | -                  | -                  | album: Fler                                                               |
| 2009 | Ich sing nicht mehr für dich             | 33                 | -                  | -                  | album: Fler (feat. Doreen)                                                |
| 2009 | Eine Chance / Zu Gangsta                 | 26                 | 26                 | -                  | album: Carlo, Cokxxx, Nutten 2 (con Bushido)                              |
| 2010 | Das alles ist Deutschland                | 28                 | -                  | -                  | album: Flersguterjunge (feat. Bushido e Sebastian Krumbiegel)             |
| 2010 | Schwer erziehbar 2010                    | -                  | -                  | -                  | album: Flersguterjunge singolo solo in formato digitale                   |
| 2010 | Berlins Most Wanted / Weg eines Kriegers | 31                 | 57                 | -                  | album: Berlins Most Wanted (con Bushido e Kay One)                        |
| 2011 | Nie an mich geglaubt                     | 64                 | -                  | -                  | album: Airmax Muzik II singolo solo in formato digitale                   |
| 2011 | Minutentakt                              | 60                 | -                  | -                  | album: Airmax Muzik II                                                    |
| 2011 | Polosport Massenmord                     | -                  | -                  | -                  | album: Airmax Muzik II (feat. Silla e MoTrip)                             |
| 2011 | Spiegelbild                              | 38                 | 73                 | -                  | album: Im Bus ganz hinten                                                 |
| 2011 | Zeichen                                  | -                  | -                  | -                  | album: Im Bus ganz hinten (feat. Moe Mitchell)                            |
| 2012 | Bleib wach / Pitbull                     | 79                 | -                  | -                  | album: Südberlin Maskulin 2 (con Silla)                                   |
| 2012 | Nummer 1                                 | 92                 | -                  | -                  | album: Hinter blauen Augen                                                |
| 2012 | Hinter blauen Augen                      | -                  | -                  | -                  | album: Hinter blauen Augen                                                |
| 2012 | Nimm mich wie ich bin                    | -                  | -                  | -                  | album: Hinter blauen Augen                                                |
| 2013 | Barack Osama                             | 68                 | -                  | -                  | album: Blaues Blut                                                        |
| 2013 | Pheromone                                | -                  | -                  | -                  | album: Blaues Blut                                                        |

### Dissing
- 2002: Cruisen (Deine Stadt hat nichts)  (con Bushido) (Diss Live versus Massive Töne)
- 2004: Hollywoodtürke (Diss versus Eko Fresh)
- 2005: Du Opfer (con B-Tight) (Diss versus Eko Fresh)
- 2006: A.G.G.R.O. GEE (Diss versus Bushido)
- 2007: Das ist los! (feat. Alpa Gun & Bass Sultan Hengzt) (Diss versus D-Irie)
- 2007: Pop-Muzik (con G-Hot) (Diss versus Shok Muzik & D-Irie)
- 2007: 100 Bars (Diss versus Bushido)
- 2007: Nochmals 100 Bars (Diss versus Bushido, Eko Fresh, D-Irie, Baba Saad, Sentino, & Raptile)
- 2007: Pussydo & Gay One (Diss versus Bushido & Kay One)
- 2009: Früher wart ihr Fans (con Kitty Kat & Godsilla) (Diss versus Kollegah)
- 2009: Schrei Nach Liebe (Diss versus Kollegah)
- 2009: Ursache & Wirkung (Diss versus Spaiche)
- 2010: Erst Ghetto, dann Promi (Diss versus Sido)
- 2010: Was ich will (Diss versus Sido)
- 2013: Mut zur Hässlichkeit (Diss versus Kollegah & Farid Bang)

### Altre Pubblicazioni
- 2001: Du bist am Arsch (Bushido feat. Fler)
- 2001: Kalter Krieg (Bushido feat. Fler) ---> King of KingZ (Album)
- 2001: Vack you! (Bushido feat. Fler) ---> King of KingZ (Album)
- 2003: Vaterland (Bushido feat. Fler) ---> Vom Bordstein bis zur Skyline (Album)
- 2003: Mein Revier (Bushido feat. Fler) ---> Vom Bordstein bis zur Skyline (Album)
- 2003: Asphalt (Bushido feat. Fler) ---> Vom Bordstein bis zur Skyline (Album)
- 2003: Zukunft (Bushido feat. Fler) ---> Vom Bordstein bis zur Skyline (Album)
- 2003: Dreckstück (Bushido feat. Fler) ---> Vom Bordstein bis zur Skyline (Album)
- 2003: Vom Bordstein bis zur Skyline (Bushido feat. Fler) ---> Vom Bordstein bis zur Skyline (Album)
- 2005: Jump, Jump (DJ Tomekk feat. Fler & G-Hot) ---> Numma Eyns (Album)
- 2006: Dumm fick gut (Bass Sultan Hengzt feat. Fler) ---> Berliner Schnauze (Album)
- 2006: Down (Bass Sultan Hengzt feat. Fler) ---> Berliner Schnauze (Album)
- 2006: Goldkettentrend II (Bass Sultan Hengzt feat. Fler) ---> Berliner Schnauze (Album)
- 2006: GZSZ (Sido feat. Fler) ---> Ich (Album)
- 2006: Ihr wollt sein wie wir (MC Basstard & Massiv feat. Fler)
- 2007: Spielverderber (B-Tight feat. Fler) ---> Neger Neger (Album)
- 2007: Wo sind die Ladies hin (Greckoe feat. Fler) ---> Ein Level weiter (Album)
- 2007: Aggrostarz 2007 (Sido, B-Tight, Fler, Tony D & Kitty Kat) ---> (Freetrack)
- 2007: Keiner kann was machen (B-Tight feat. Sido, Fler, Tony D & Kitty Kat) ---> Ghetto Romantik (Mix Tape)
- 2007: Wir ändern uns nie (Godsilla feat. Fler) ---> (Freetrack)
- 2007: Südberlin Maskulin (Godsilla feat. Fler) ---> City of God (Album)
- 2008: Deutschrap 2008 (Woroc & Dissput feat. Fler) ---> Manisch (Album)
- 2008: Disswut (Remix) (Dissput feat. Fler) ---> Anders als du (Album)
- 2008: Unser Leben (Sido feat. Fler & Shizoe) ---> Ich und meine Maske (Album)
- 2008: Aggrokalypse (Sido feat. B-Tight, Fler & Kitty Kat) ---> Ich und meine Maske (Album)
- 2008: Grau (Manuellsen feat. Fler) ---> Geschichten die das Leben schreibt (Album)
- 2008: Die Welt ist nicht genug (Frauenarzt & Manny Marc feat. Fler) ---> Feiern mit den Pleitegeiern (Album)
- 2009: Alles kommt und geht (feat. Manuellsen) ---> (Freetrack)
- 2009: Tag ein tag aus (Nyze feat. Fler) ---> Amnezia (Album)
- 2009: Egoist (Automatikk feat. Fler) ---> Illegal (Album)
- 2010: Airmax auf beton (Bushido feat. Fler) ---> Zeiten ändern dich (Album)
- 2010: Battle on the Rockz (Bushido feat. Fler & Kay One) ---> Zeiten ändern dich (Album)
- 2010: Hör mal wer da Hämmert (Nazar & Raf Camora feat. Fler) ---> Artkore (Collabo Album)
- 2010: Deine Zeit kommt (Kay One feat. Fler) ---> Kenneth allein zu Haus (Album)
- 2010: Wo kommst du her? (El-Mo feat. Fler) ---> Halbblut (Album)
- 2010: Homie (Reason feat. Fler & Silla) ---> Weiße Jungs bringen's nicht (MixTape)
- 2010: SIDM (Reason feat. Fler) ---> Weiße Jungs bringen's nicht (MixTape)
- 2010: Cypher (Reason feat. Fler & Silla) ---> Weiße Jungs bringen's nicht (MixTape)
- 2010: Die Bombe (Reason feat. Fler & Silla) ---> Weiße Jungs bringen's nicht (MixTape)
- 2010: Maskulin ist im Gebäude (Reason feat. Silla & Fler) ---> Weiße Jungs bringen's nicht (MixTape)
- 2010: Unterwegs (Dizztino feat. Fler) ---> (Freetrack)
- 2011: Live aus Berlin (Silla feat. Fler) ---> Silla Instinkt (Album)
- 2011: Nur der Mond ist mein Zeuge (Silla feat. Fler & Reason) ---> Silla Instinkt (Album)
- 2011: Die Welt dreht sich (DJ Sweap & DJ Pfund 500 feat. Fler & MoTrip) --->  Ein Fall für zwei (Album)
- 2011: Star Wars (Laas Unltd. feat. Fler) --->  Blackbook (LP)
- 2012: Die Straße lässt nicht los (Mc Bogy feat. Fler) --->  Berlin Crime (Album)
- 2012: Sind wir nicht alle ein bisschen... (Alpa Gun feat. Fler) --->  Ehrensache (Album)
- 2012: Rap Casablanca (Silla feat. Fler & G-Hot) --->  Die Passion Whiskey (Album)
- 2012: M-A-S-KULIN (Silla feat. Fler & Moe Mitchell) --->  Die Passion Whiskey (Album)
- 2013: Biggest Boss ---> (Freetrack)
- 2013: Meine Farbe ---> (Freetrack)

### DVD
- 2006: Trendsetter DVD
- 2008: Südberlin Maskulin DVD
- 2009: Carlo, Cokxxx, Nutten II DVD
- 2010: Berlins Most Wanted DVD
- 2011: Airmax Muzik II DVD

## Video musicali
- 2004: Aggroberlina
- 2004: Aggro Ansage Nr. 4 (con Sido e B-Tight)
- 2005: NDW 2005
- 2005: Jump Jump (DJ Tomekk feat. Fler e G-Hot)
- 2005: Nach Eigenen Regeln (feat. G-Hot)
- 2006: Aggroberlina 2006
- 2006: Papa ist zurück
- 2006: Çüs Junge (feat. Muhabbet)
- 2006: Wir bleiben stehen (feat. Shizoe)
- 2006: Der Chef
- 2006: G-Hot hat es geschafft (G-Hot feat. Fler)
- 2007: Mein Sound
- 2007: Was ist Beef? (feat. Sido e Alpa Gun)
- 2007: Das ist los! (feat. Alpa Gun & Bass Sultan Hengzt)
- 2008: Deutscha Bad Boy
- 2008: Warum bist Du so?
- 2008: Wenn der Beat nicht mehr läuft (con Godsilla)
- 2008: Was los ?!? / Ich bin ein Rapper (con Godsilla)
- 2008: Unsere Zeit (con Godsilla)
- 2008: Aggro Anti Ansage Nr. 8
- 2009: Check mich aus
- 2009: Ich sing nicht mehr für Dich (feat. Doreen)
- 2009: Gangsta Rapper (feat. Godsilla e Reason)
- 2009: Eine Chance / Zu Gangsta (con Bushido)
- 2010: SIDM (Reason feat. Fler)
- 2010: Mit dem BMW / Flersguterjunge (feat. Bushido)
- 2010: Das alles ist Deutschland (feat. Bushido)
- 2010: Erst Ghetto, dann Promi
- 2010: Schwer erziehbar 2010
- 2010: Berlins Most Wanted / Weg eines Kriegers (con Bushido & Kay One)
- 2011: Nie an mich geglaubt
- 2011: Minutentakt
- 2011: Airmax
- 2011: Polosport Massenmord (feat. MoTrip)
- 2011: Die Welt dreht sich (con MoTrip e DJ Sweap / DJ Pfund 500)
- 2011: Spiegelbild
- 2011: Zeichen (feat. Moe Mitchell)
- 2011: Dirty White Boy
- 2011: Geldregen / Immer noch kein Fan davon (con Silla e Motrip)
- 2012: Pitbull (con Silla feat. Tsunami)
- 2012: Nice (con Silla)
- 2012: Charlie Sheen (con Silla)
- 2012: Nummer 1
- 2012: Hinter blauen Augen
- 2012: La Vida Loca
- 2012: Du bist es wert (feat.  Silla & Moe Mitchell)
- 2013: Barack Osama
- 2013: Pheromone
- 2013: Echte Männer (feat. Jihad e Silla)

## Filmografia
- Zeiten ändern dich (2010)

### Riconoscimenti
- 2008: Juice Awards 2007 - 1º Posto nella Categoria Mixtape National (Airmax Muzik)